# XOOPS Cube
XOOPS Cube é um aplicativo web mas não é propriamente o "núcleo". O "Core" da versão XOOPS Cube 2.1 é distribuída com o modulo Legacy, um emulador do núcleo de XOOPS 2.0.xx.
XOOPS Cube 2.1 pode suportar qualquer carga, conforme o motor instalado. Por exemplo, é possível desenvolver um emulador para Joomla ou Drupal e beneficiar da interface gráfica utilizador (GUI) minimalista e intuitiva de XOOPS Cube.
O novo sistema também não depende tanto de MySQL como o antigo XOOPS. Os programadores podem utilizar outro tipo de base de dados, por exemplo, PostegreSQL, criando as classes et funções necessárias.
O Sr. Minahito, programador de XOOPS Cube, declarou ter encontrado sua inspiração no modelo de OGRE. Adotou uma outra maneira de programar que se distingue radicalmente de XOOPS.
XOOPS Cube segue os padrões de projeto de software ou padrões de desenho de software, design patterns, a possibilidade de utilizar e reutilizar bons métodos de programação objecto.
O team de XOOPS Cube redigiu as regras de nomeação e de codificação para o código de XOOPS Cube mas não são obrigatórias. Isto se refere tanto à ruptura maiúsculas e minusculas, a maneira de nomear as variáveis, as classes, etc.
Esta convenção desaconselha por exemplo a utilização de funções e recomenda uma programação orientada objecto que é semanticamente mais correcta.
Os programadores de XOOPS Cube pensaram ainda na melhor maneira de migrar de uma versão php e mysql para outra evitando as mensagens de erro frequentes em XOOPS 2. O team japonês de XOOPS Cube adoptou e utiliza um modelo simples de "namespace". Isto facilita, por exemplo, a migração de php4 a php5 e mesmo rodar em php6 mantendo "os espaços de nomes" validos.
XOOPS Cube dispõe também de uma solução optimizada de plugins ou extensões, um sistema de "carregamento inicial", nomeado PRELOAD. Os scripts colocados num directório preload serão processados automaticamente e operacionais no site. Esta solução não requer qualquer modificação, hack, do núcleo.

## Licença
A licença BSD é muito diferente da licença GPL de XOOPS que impõe alguns limites importantes.
Com a licença de XOOPSCube, BSD, é possível cifrar a distribuição e proteger o seu código. Desta maneira é possível fornecer uma solução professional e salvaguardar os interesses de um cliente face a uma empresa concorrente. É possível incluir o produto num projecto comercial e criar uma demo com um tempo limite.

## Legacy
O emulador de XOOPS é Legacy um módulo como outro qualquer e que permite aos módulos de XOOPS 2 de funcionar com XOOPS Cube.
Legacy é quase um núcleo a ele só.
Os temas também beneficiam do emulador que permite a instalação de mais de 1'000 temas XOOPS e garante uma óptima compatibilidade com XOOPS Cube Legacy.

## Componentes
- XOOPServer' é um conjunto de aplicações Open Source que facilita a criação de Web portais dinâmicos. Trata-se de uma plataforma que contém um servidor web de alta performance, um poderoso banco de dados orientado a objetos, além de um rico ambiente para o desenvolvimento de portais baseados no XOOPS Cube.

## Características
- Interfaces: Através de temas e modelos flexíveis, a codificação manual de HTML é eliminada, o que viabiliza reformas do Web site e a criação de novos produtos a baixo custo.
- Descentralização: Interfaces para públicos distintos: Um Web site é construído por diferentes profissionais. O XOOPS Cube permite que cada profissional trabalhe com uma interface adequada à sua necessidade:
  - (1) Designers e Web masters: implementam o projeto através de templates;
  - (2) Editores/ Produtores de conteúdo: publicam matérias utilizando templates (nada de HTML);
  - (3) Programadores: integram bancos de dados e customizam a funcionalidade do XOOPS Cube sem precisar interagir com HTML ou conteúdo.

## O nome XOOPS Cube
O nome XOOPS significa: eXtended Object Oriented Portal System. Sua tradução para o Português Brasileiro seria mais ou menos essa: Sistema de portais extensível e orientado a objeto.

## A que se destina
Depois de instalado, um portal em XOOPS pode ser gerenciado por qualquer pessoa, mesmo sem nenhum conhecimento em programação ou qualquer outra tecnologia da Internet.
O XOOPS Cube é uma solução livre para quem não pode ou não quer depender de terceiros para criar e administrar o seu próprio portal, possuindo milhares de recursos de redação, edição e publicação de conteúdo já incorporados - e tudo sem custo (o XOOPS é de código aberto sob os termos da licença BSD, ou seja, 100% gratuito).

## Vantagens
- Gerenciamento de Conteúdos com Agilidade

Administrar os conteúdos de um Web site é uma tarefa árdua. Normalmente, as páginas são customizadas individualmente, o que torna a atualização do site um processo caro e demorado.
- Desenvolvimento Rápido

O ambiente XOOPS Cube divide o conteúdo em camadas, permitindo administrar três tipos de conteúdo: dados, lógica e apresentação. O desenvolvimento
- Construindo páginas com objetos:

- Em um site convencional, quase todas as páginas ficam armazenadas prontas como arquivos .html nas pastas do sistema operacional. O software servidor HTTP, como o Apache, meramente transmite essas páginas para o browser do cliente, sem nenhuma alteração. As páginas que dependem de informações a serem extraídas de um banco de dados são geradas dinamicamente, por um programa que usa o protocolo CGI ou algo semelhante para se comunicar com o servidor HTTP.
- Com XOOPS Cube Quando o site usa XOOPS Cube, todas as páginas são dinâmicas, ou seja, a cada consulta feita pelo browser elas são "montadas" a partir de partes comuns: barras de navegação, colunas de índices, banners publicitários etc. Todos esses objetos ficam armazenados no banco de dados mySQL do XOOPS Cube.
- Administração via Web: Um site em XOOPS Cube é mantido e administrado completamente pela própria Web, através de uma interface similar a um gerenciador de arquivos, usando frames, logins e senhas.

· O armazenamento dos dados pode ser feito no sistema de arquivos da máquina ou em bases de dados, sem nenhuma diferença para o programador
Open Source:
· Custo zero de licenciamento · Controle total sobre a plataforma · Garantia de longevidade · Customização ilimitada · Independência em relação a um único fornecedor · Modelo bem sucedido em projetos como Linux, Apache, Perl, entre outros · Suporte gratuito de alto nível pela comunidade
Ferramentas de publicação de conteúdo tradicionais como Adobe GoLive, Macromedia DreamWeaver e Microsoft Office também podem armazenar conteúdo diretamente no XOOPS Cube.
- Fácil Instalação: A instalação do XOOPS é um processo bem simples. O instalador percorre cada passo deste processo. Você necessita só das configurações e permissões corretas no servidor mais um banco de dados com os devidos privilégios (login e senha), para começar a usar o XOOPS.

## Qual a diferença entre o XOOPS e o XOOPS Cube?
XOOPS, como outros derivados de Nuke tais como PHP-Nuke, é etiquetado como um Content Management System (CMS), que possa ser estendido com módulos. Os usuários podem adicionar ou mudar determinadas funções selecionando os módulos que se encontram com suas necessidades. Embora é menos flexível se um usuário necessitar customizar funções de autenticação, acessibilidade da internet ou de acordo com o próprio gosto.
O XOOPS Cube te permite construir seu Web site com flexibilidade Web . Não é justo um CMS, mas uma plataforma da aplicação da internet (Web Application Platform). Isto permite que você projete seu próprio CMS servir todas suas necessidades.
No XOOPS Cube as funções do módulo do sistema de XOOPS foram colocadas em seus próprios módulos, tais como a gerência de cliente e mensagens confidenciais. Com o XOOPS Cube você pode escolher ou desenvolver seu próprio motor do molde (por exemplo Smarty). O núcleo do cubo de XOOPS é simples e pequeno, oferecendo somente o mínimo de funcionalidade necessária.
O XOOPS Cube e o XOOPS são conseqüentemente muito diferentes entre si.
Porém, você pode ainda usar os módulos e os temas feitos para XOOPS, porque ambos executam parâmetros que permitem que o sistema trabalhe com classes do legacy. Entre na arena, abrace o desenvolvimento do software livre e junte-se a nós e ao XOOPS agora!!

## Simple, Secure, Scalable (3S) -Concept of the XOOPS Cube
Simples (Núcleo Simples):
```
       * Transformando algumas funções no núcleo em módulos e classes.
       * Núcleo sem nenhuma função não utilizada consumindo recursos importantes.
       * Evitando sobreposição de códigos em scripts.
```

Seguro :
```
   Vários grupos e empresas podem usar o XOOPS Cube sem se preocupar.
```

```
   * Sistema Token com um ticket por vez para manter o sistema seguro.
   * Código limpo e seguro, para estender e proteger o sistema.
```

Escalável :
```
   CMS altamente customizável e configurável para todos os tipos de website.
```

```
       * Código aprimorado orientado a objeto e arquitetura.
       * Código claro e eficiente, simplificando desenvolvimento posterior.
```